# Inamura Szanpaku
Inamura Szanpaku (Tottori, Tottori prefektúra, 1758 – 1811. február 9.) japán orvos, tanár, rangaku-tudós.

## Élete
Macui Dzsoszui harmadik fiaként született. Inamura Szankio, a Tottori-birtok orvosa fogadta örökbe. Kamei Nanmei konfuciánus és természetgyógyász orvosnál tanult, és fogadott apja halála után a birtok orvosa lett. 
Nagy hatással volt rá Ócuki Gentaku műve, a Rangaku Kaitei (Bevezető a holland tanulmányokba), ezért 1792-ben Edóba költözött, és beiratkozott Ócuki magániskolájába (Sinrando). Megkérte Ócukit, hogy szerkesszen holland–japán szótárat, mert szerinte ez feltétlenül szükséges a nyugati tudományok komolyabb tanulmányozásához. Ócuki elfoglaltságaira hivatkozva elutasította a kérést, de kapcsolatba hozta egy korábbi holland tolmáccsal.   
Inamura, Udagava Genzui és Okada Hoszecu munkája volt az 1798–99-ben kiadott első, 64035 szót tartalmazó, 13 kötetes holland–japán szótár (Haruma-vage) (波留麻和解 Halma japán magyarázata), amely François Halma holland nyomdász 1782-ben kiadott flamand–francia szótára alapján készült.
Amikor biológiai testvére botrányt okozott, Inamura Simosza tartományba költözött, és felvette a Zuio Umigami nevet. 1805-ben Kiotóban telepedett le, és nyugati tudományokat tanított, tevékenysége Kanszai egész területére kiterjedt.